# Aphanotriccus capitalis
El mosquero pechileonado (Aphanotriccus capitalis), también denominado mosquerito pechileonado (en Costa Rica), mosquiterito pechileonado (en Nicaragua) o mosquero de pecho castaño, es una especie de ave paseriforme de la familia Tyrannidae, una de las dos pertenecientes al género Aphanotriccus. Es nativo de América Central.

## Distribución y hábitat
Se distribuye por la pendiente caribeña del este y sureste de Nicaragua (pero sin registros recientes) y el norte de Costa Rica.
Su hábitat natural son las selvas húmedas y crecimientos secundarios maduros, generalmente en el denso sotobosque, en los bordes, a lo largo de cursos de agua o en clareras naturales en la selva. Ha sido registrado en plantaciones de cacao y áreas semiabiertas similares, pero no se lo ve en pequeños fragmentos de bosque. Desde altitudes de colinas bajas hasta los 900 m de altitud, localmente pudiendo llegar hasta los 1050 m.

## Estado de conservación
El mosquero pechileonado ha sido calificado vulnerable por la Unión Internacional para la Conservación de la Naturaleza (IUCN) debido a que su ya pequeña zona de distribución ha sido severamente deforestada y fragmentada y su población, estimada en 6 000 a 15 000 individuos maduros, considerada decadente. A pesar de habitar en los bordes de bosques e inclusive nidificar en ambientes modificados por el hombre, parece intolerante a la fragmentación de su hábitat, así sugiriendo su declinio. Sin embargo, un conocimiento más profundo de sus necesidades de hábitat y de su distribución, especialmente en Nicaragua, podría resultar en ser rebajada a casi amenazado.

### Amenazas
El desmate, la conversión para plantaciones de banana y la expansión de la ganadería han resultado en amplia limpieza de la selva y fragmentación severa, particularmente en Costa Rica.

### Acciones de conservación
La especie ocurre en el parque nacional Rincón de la Vieja, en la estación biológica La Selva y, potencialmente, en el parque nacional Braulio Carrillo en Costa Rica y en la reserva biológica Indio Maíz en Nicaragua. El Rancho Naturalista, en Turrialba, Costa Rica, es una posada ecoturística donde la especie recibe protección bajo las actuales prácticas de gerenciamiento.

## Sistemática

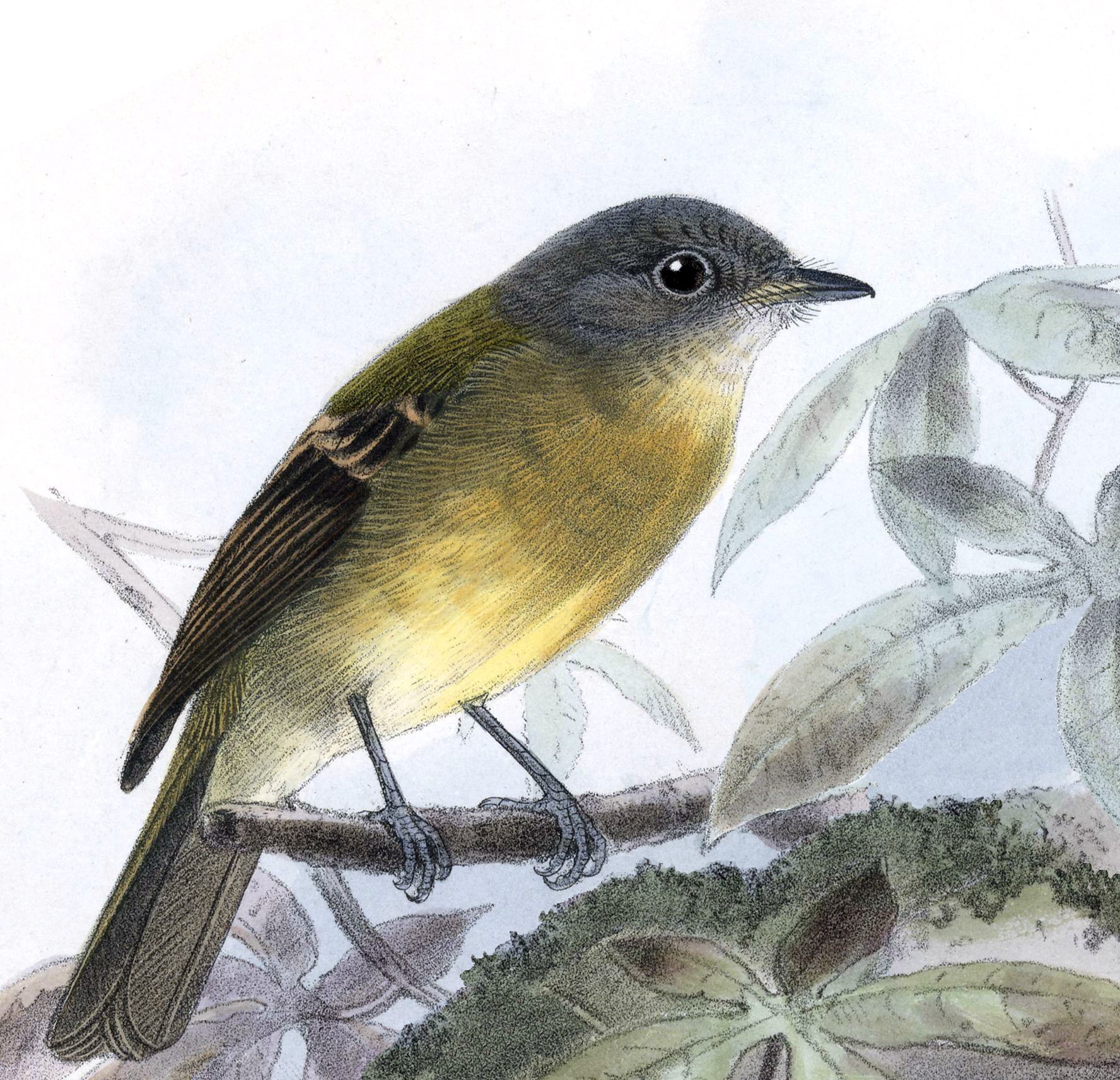
Myiobius capitalis = Aphanotriccus capitalis, ilustración de Keulemans, para Biologia Centrali-americana, 1902.

### Descripción original
La especie A. capitalis fue descrita por primera vez por el zoólogo británico Osbert Salvin en 1865 bajo el nombre científico Myiobius capitalis; la localidad tipo es: «Tucurrique, Costa Rica».

### Etimología
El nombre genérico masculino «Aphanotriccus» se compone de las palabras del griego «aphanēs» que significa ‘oculto, obscuro’, y «τρικκος trikkos»: pequeño pájaro no identificado; en ornitología, triccus significa «atrapamoscas tirano»; y el nombre de la especie «capitalis», en latín significa ‘capital’, ‘relativo a la cabeza’.

### Taxonomía
Es monotípica.